# Senna aurantia
Senna aurantia är en ärtväxtart som först beskrevs av George Don jr, och fick sitt nu gällande namn av Howard Samuel Irwin och Rupert Charles Barneby. Senna aurantia ingår i släktet sennor, och familjen ärtväxter. Inga underarter finns listade i Catalogue of Life.